# Giuseppe Loss
Giuseppe Loss, auch Josef Loss (* 13. Januar 1831 in Canal San Bovo, Kaisertum Österreich; † 11. Mai 1880 in Venedig) war ein Jurist, Botaniker und Alpinist. Ihm gelang 1865 die Erstbesteigung der Cima Tosa in der Brentagruppe. Sein botanisches Autorenkürzel ist „loss“.

## Leben
Giuseppe Loss wurde in Caoria, einem kleinen zur Gemeinde Canal San Bovo gehörenden Ort im Valle del Vanoi eingerahmt von der Cima d’Asta und dem Lagorai geboren. Seine Eltern waren Domenico Loss und Caterina Negrelli, die Schwester von Luigi und Giuseppina Negrelli.
Giuseppe studierte Rechtswissenschaften und begann dann eine Karriere als Jurist im Verwaltungsdienst der österreichisch-ungarischen Monarchie. Er arbeitete in den Tiroler Gerichtsbezirken Stenico und Cles. 1876 wurde er zum Bezirkshauptmann in Cles und 1879 zum Bezirkshauptmann im Gerichtsbezirk Primiero ernannt.
Loss beschäftigte sich aber auch mit der Botanik und Geologie im südlichen Tirol, dem heutigen Trentino. Bei seinen Forschungen durchstreifte er sowohl die östliche als auch die westliche Landeshälfte des  Trentino. Er gilt als der Entdecker des Asplenium anauniense, einer Unterart des Einfachen Rautenfarns. Teile seines Herbariums sind im Tiroler Landesmuseum Ferdinandeum in Innsbruck aufbewahrt.
Er verfasste zahlreiche landeskundliche Schriften, darunter auch Reiseberichte über das Trentino, die in den 1870er Jahren publiziert wurden. Seine Manuskripte dienten seinem Cousin Ottone Brentari für seine bekannten landeskundlichen Studien.
Neben seinen Forschungen betätigte er sich auch als Bergsteiger. Er zählt zu den Trentiner Pionieren des Alpinismus und war zu seiner Zeit der einzige Trentiner Alpinist, der es zu einer gewissen Bedeutung gebracht hatte. Am 20. Juli 1865 gelang ihm in einer Seilschaft mit fünf weiteren Bergkameraden die Erstbesteigung der Cima Tosa in der Brenta-Gruppe. Er kam damit dem Iren John Ball um vier Tage zuvor.
1880 musste er sein Amt als Bezirkshauptmann wegen Krankheit aufgeben. Er verstarb noch im gleichen Jahr bei einem Genesungsaufenthalt in Venedig.

## Schriften (Auswahl)
- Del caseificio, ovvero, Trattato teorico pratico razionale per la fabbricazione del butirro e formaggio ed altri prodotti del latte. Küpper-Fronza, Trient 1871.
- La Valle di Non. Giovanni Seiser, Trient 1872.
- Il Sassmaor e Cima d’Asta: tratti geologici su Primiero e Borgo.Giovanni Seiser, Trient 1875.
- L’Anaunia: Saggio di geologia delle alpi Tridentine. Giovanni Seiser, Trient 1877.